# Pseudogliophragma indica
Pseudogliophragma indica är en svampart som beskrevs av Phadke & V.G. Rao 1980. Pseudogliophragma indica ingår i släktet Pseudogliophragma, divisionen sporsäcksvampar och riket svampar.   Inga underarter finns listade i Catalogue of Life.